# Macoma inconspicua
Macoma inconspicua är en musselart. Macoma inconspicua ingår i släktet Macoma och familjen Tellinidae. Inga underarter finns listade i Catalogue of Life.